# 서아시아 요리

서아시아

서아시아 요리(西Asia 料理) 또는 서남아시아 요리(西南Asia 料理)는 아시아 요리의 한 갈래로, 서아시아(서남아시아) 지역의 요리들을 포함한다.

## 분류
서아시아 요리에 속하는 요리는 다음과 같다.
| - 바레인 요리 - 발루치 요리 - 북키프로스 요리 - 사우디아라비아 요리 - 아랍에미리트 요리 - 예멘 요리 - 오만 요리 - 이라크 요리 - 이란 요리 - 카타르 요리 - 쿠웨이트 요리 - 키프로스 요리 - 터키 요리 | - 레반트 요리 - 레바논 요리 - 시리아 요리 - 요르단 요리 - 이스라엘 요리 - 팔레스타인 요리 | - 캅카스 요리 - 남오세티야 요리 - 아르메니아 요리 - 아르차흐 요리 - 아제르바이잔 요리 - 압하지야 요리 - 조지아 요리 |

## 같이 보기
- 남아시아 요리
- 동남유럽 요리
- 동아프리카 요리
- 북아프리카 요리
- 중동 요리
- 중앙아시아 요리
- 지중해 요리